# Józef Ryszkiewicz (syn)

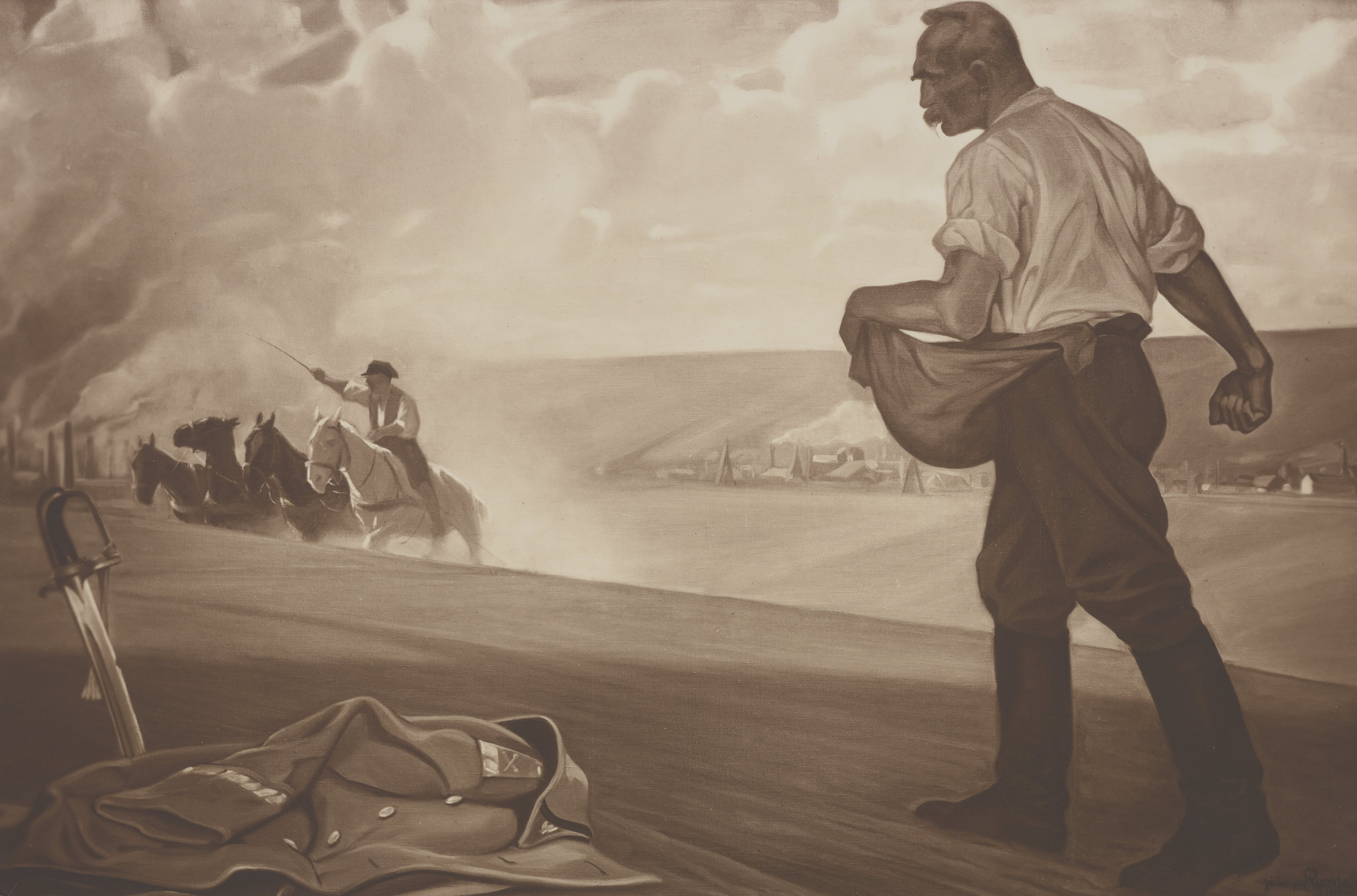
Józef Piłsudski jako siewca – Józef „Świrysz” Ryszkiewicz, ok. 1939

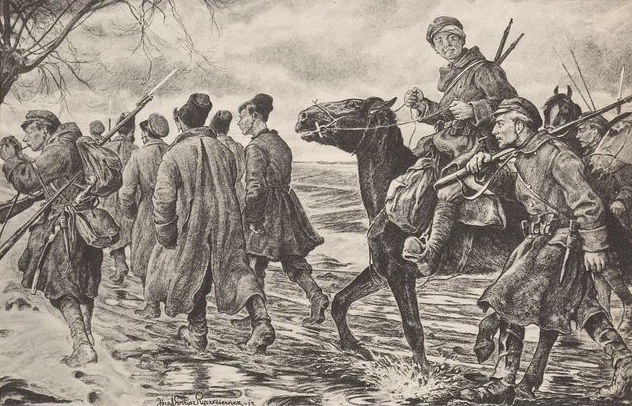
Reprodukcja obrazu Prowadzą jeńców – Józef Ryszkiewicz (syn)

Józef Ryszkiewicz ps. „Świrysz” (ur. 15 maja 1888 w Warszawie, zginął w 1942) – rotmistrz Wojska Polskiego II Rzeczypospolitej, polski malarz batalista.

## Życiorys
Był synem artysty malarza Józefa Ryszkiewicza, który nauczył go sztuki malarskiej.
Do Legionów Polskich wstąpił 3 września 1914 i został przydzielony do IV plutonu 2 szwadronu ułanów. 10 listopada 1914 podczas patrolu pod Zieloną koło Pasiecznej został ciężko ranny w pierś i rękę. Od śmierci z wykrwawienia i obrażeń uratowała go ranna w nogę klacz Vera, która przeprawiła się z rannym przez rwącą górską rzekę i wróciła do obozowiska Legionistów. Po długiej kuracji Józef Ryszkiewicz powrócił do zdrowia, ale pozostał mu niedowład ręki więc nie powrócił na front, ale został skierowany do placówki w Piotrkowie Trybunalskim, gdzie był oficerem werbunkowym w służbie Naczelnego Komitetu Narodowego. 12 września 1916 roku został mianowany chorążym w kawalerii. Od sierpnia 1917 był zaszeregowany do Głównego Urzędu Zaciągowego w Warszawie, a od listopada tego roku do Krajowego Inspektoratu Zaciągu.
Od listopada 1918 roku do 30 czerwca 1922 roku był adiutantem osobistym gen. Kazimierza Sosnkowskiego, a jego oddziałem macierzystym był 2 pułk Szwoleżerów Rokitniańskich. Za ten okres służby generał Sosnkowski złożył mu podziękowania, opublikowane na łamach „Polski Zbrojnej”. 27 sierpnia 1920 roku został zatwierdzony z dniem 1 kwietnia 1920 roku w stopniu rotmistrza, w kawalerii, w grupie oficerów byłych Legionów Polskich. 3 maja 1922 roku został zweryfikowany w stopniu rotmistrza ze starszeństwem z dniem 1 czerwca 1919 roku i 77. lokatą w korpusie oficerów jazdy (od 1924 roku – kawalerii). Z dniem 1 lipca 1922 roku, na własną prośbę motywowaną złym stanem zdrowia, został przeniesiony w stan nieczynny na okres trzech lat. W 1925 roku został przeniesiony do rezerwy. Został wiceprezesem Związku Oficerów Rezerwy RP i Federacji Polskich Związków Obrońców Ojczyzny.
W 1925 zachęcony przez ojca wstąpił do ugrupowania artystów plastyków Zespół. Tworzył głównie sceny batalistyczne, wystawiał w Zachęcie, uczestniczył w zorganizowanej tam wystawie „Łowiectwo w Sztuce Polskiej”. W 1939 był jednym z wystawiających na Wystawie Polskiego Malarstwa Batalistycznego w Instytucie Propagandy Sztuki. Zaprojektował odznakę Krzyża Siedemdziesięciolecia Powstania Styczniowego.
Zginął w 1942.

## Ordery i odznaczenia
- Krzyż Niepodległości (23 grudnia 1933)[9]
- Krzyż Oficerski Orderu Odrodzenia Polski (27 listopada 1929)[10]
- Krzyż Walecznych (trzykrotnie: po raz pierwszy 12 lipca 1921[11])
- Medal Pamiątkowy za Wojnę 1918–1921[12]
- Medal Dziesięciolecia Odzyskanej Niepodległości[12]
- Krzyż Pamiątkowy 70-lecia Powstania Styczniowego
- Krzyż Komandorski Orderu Korony Rumunii (Rumunia)[12]
- Krzyż Oficerski Orderu Legii Honorowej (Francja)[12]
- Medal Zwycięstwa (Médaille Interalliée)[12]